# Kidane Tadesse
Kidane Tadasse (ur. 1987 w Mendefera) – erytrejski lekkoatleta specjalizujący się w biegach długich.
Uczestnik igrzysk olimpijskich w Pekinie (2008) gdzie wystartował w biegu na 5000 m i 10 000 m. Wielokrotnie brał udział w przełajowych mistrzostwach świata sięgając w 2010 roku po srebrny krążek tej imprezy w rywalizacji drużynowej seniorów.
Jego bratem jest Zersenay Tadese – medalista igrzysk olimpijskich.

## Osiągnięcia
| Rok  | Impreza                                   | Miejsce       | Konkurencja      | Lokata      | Wynik    |
| ---- | ----------------------------------------- | ------------- | ---------------- | ----------- | -------- |
| 2005 | Mistrzostwa świata w biegach przełajowych | Saint-Étienne | bieg juniorów    | 16. miejsce | 24:52    |
| 2006 | Mistrzostwa świata w biegach przełajowych | Fukuoka       | bieg juniorów    | 11. miejsce | 24:21    |
| 2006 | Mistrzostwa świata juniorów               | Pekin         | bieg na 5000 m   | 6. miejsce  | 13:51,60 |
| 2007 | Mistrzostwa świata w biegach przełajowych | Mombasa       | bieg seniorów    | 86. miejsce | 40:35    |
| 2008 | Mistrzostwa świata w biegach przełajowych | Edynburg      | bieg seniorów    | 26. miejsce | 36:25    |
| 2008 | Igrzyska olimpijskie                      | Pekin         | bieg na 5000 m   | 10. miejsce | 13:28,40 |
| 2008 | Igrzyska olimpijskie                      | Pekin         | bieg na 10 000 m | 12. miejsce | 27:36,11 |
| 2009 | Mistrzostwa świata w biegach przełajowych | Amman         | bieg seniorów    | 56. miejsce | 37:37    |
| 2009 | Mistrzostwa świata                        | Berlin        | bieg na 5000 m   | eliminacje  | 13:30,85 |
| 2009 | Mistrzostwa świata                        | Berlin        | bieg na 10 000 m | 9. miejsce  | 27:41,50 |
| 2010 | Mistrzostwa świata w biegach przełajowych | Bydgoszcz     | bieg seniorów    | 14. miejsce | 33:50    |
| 2010 | Mistrzostwa świata w biegach przełajowych | Bydgoszcz     | drużynowo        | 2. miejsce  |          |

## Rekordy życiowe
| Konkurencja      | Rezultat | Data            | Miejsce  |
| ---------------- | -------- | --------------- | -------- |
| Bieg na 5000 m   | 13:13,17 | 13 czerwca 2008 | Huelva   |
| Bieg na 10 000 m | 27:06,16 | 31 maja 2008    | Neerpelt |